# Age of Empires II: The African Kingdoms
Age of Empires II: The African Kingdoms là bản mở rộng chính thức thứ hai dành cho tựa game chiến lược thời gian thực năm 2013 Age Of Empires II HD, một phiên bản làm lại của game Age of Empires II năm 1999. The African Kingdoms giới thiệu thêm bốn phe phái mới: người Berber, Ethiopia, Mali và thực dân Bồ Đào Nha. Phiên bản này còn gồm những màn chơi, chiến dịch và các đơn vị quân mới, một chế độ chơi mới, và nhiều điều chỉnh trong lối chơi và tính cân bằng giữa các phe.